# Carlo Balabio
Carlo Balabio (Milano, 14 aprile 1759 – Milano, 8 agosto 1838) è stato un generale italiano.

## Biografia
Balabio nacque a Milano il 14 aprile 1759 da una ricca famiglia di banchieri. Studiò prima a Monza e poi a Pavia, dove conseguì la laurea in giurisprudenza. Inizialmente lavorò come avvocato penalista ma fu poi convinto dalla famiglia ad entrare nel commercio e lavorò in affari con il Commissario dell'esercito austriaco in Italia. Costretto a cessare l'attività dall'invasione francese del 1796, entrò quindi in servizio militare come comandante di un distaccamento di cavalleria, armato a proprie spese di ciò che restava della sua fortuna. In meno di quattro mesi fu promosso capitano e poi caposquadrone.
All'inizio della guerra della seconda coalizione nel 1799 fu ufficiale della Repubblica Cisalpina in qualità di aiutante di campo di Jean Victor Marie Moreau, poi Barthélemy Catherine Joubert durante la campagna nell'Italia settentrionale. Dopo la morte di Joubert nella catastrofica battaglia di Novi, Balabio fuggì con le sue truppe e si unì alle forze di Andrea Massena, distinguendosi come aiutante di campo durante l'assedio di Genova del 1800, per il quale fu promosso colonnello.
Nel 1805 comandò il 2º Reggimento Ussari Cisalpino del Regno d'Italia e le Guide come parte della divisione del generale Domenico Pino durante la prevista invasione del Regno Unito in Francia. Prese parte alla campagna in Germania contro Karl Mack von Leiberich che portò alla battaglia di Ulma, prima di tornare in Italia. Di stanza a Cremona, il suo reggimento di ussari fu convertito in dragoni, prendendo il nome di "Dragoni Napoleone", e l'altro reggimento (il 1º), comandato dal colonnello Pietro Luigi Viani, fu contemporaneamente convertito in dragoni e denominato "Regina".
Nel 1806 il suo reggimento prestò servizio sotto Massena alla conquista di Napoli. Promosso generale di brigata, fu nominato comandante della divisione di cavalleria sotto Pino nel 1807 e si trasferì in Pomerania per affrontare le truppe del re Gustavo IV Adolfo di Svezia.
Nel 1808 comandò la brigata di cavalleria italiana attaccata alla divisione di Pino come parte del VII Corpo di Laurent de Gouvion-Saint-Cyr in Spagna, e vide l'azione all'assedio di Gerona, e le azioni a Hostalrich il 15 dicembre e Cardedeu il 16 dicembre. Alla battaglia di Cardedeu le truppe di Saint-Cyr si scontrarono contro quelle spagnole del generale Theodor von Reding. Fallito un primo attacco degli italiani di Pino, il comandante francese lanciò sulla destra il generale Joseph Souham e i suoi dieci battaglioni, sostenuto al centro da Pino. La linea spagnola fu scossa. Saint-Cyr colse l'occasione per ordinare a Balabio di trasferirsi sulla strada principale con la cavalleria leggera italiana. La carica ebbe successo: la collina dove si erano trincerati gli spagnoli fu presa, costringendo Reding a ritirarsi.
Nel febbraio 1809 prestò servizio nella battaglia di Valls. Non potendo continuare in servizio attivo, fu sostituito da Giuseppe Federico Palombini nel 1809 e nominato generale nel Distretto di Lodi.
Il 23 novembre 1811 Balabio fu nominato ispettore generale della cavalleria. A seguito della virtuale distruzione del braccio a cavallo del Regno d'Italia nella campagna di Russia del 1812, Balabio ebbe il compito di riformare i resti per la campagna di Germania del 1813. Alla fine della guerra fu di stanza a Mantova, dopo la pace si ritirò da maggior generale.
Balabio era sposato con Teresa Berra. La loro figlia Maria Balabio era sposata con un generale russo, Danil Andreyevič Boyko.
Balabio morì a Milano, quasi in povertà, l'8 agosto 1838.